# 68-я механизированная бригада
68-я механизированная Краснознаменная, ордена Суворова бригада — механизированная  бригада Красной армии в годы Великой Отечественной войны.
Сокращённое наименование — 68 мбр.

## Боевой и численный состав
Бригада сформирована по штатам №№ 010/420 - 010/431:
Управление бригады (штат № 010/420)
1-й мотострелковый батальон (штат № 010/421)
2-й мотострелковый батальон (штат № 010/421)
3-й мотострелковый батальон (штат № 010/421)
Минометный батальон (штат № 010/422)
Артиллерийский дивизион (штат № 010/423)
Рота ПТР (штат № 010/424)
Рота автоматчиков (штат № 010/425)
Разведывательная рота (штат № 010/426)
Рота управления (штат № 010/427)
Рота техобеспечения (штат № 010/428)
Инженерно-минная рота (штат № 010/429)
Автомобильная рота (штат № 010/430)
Медико-санитарный взвод (штат № 010/431)
Зенитно-пулеметная рота (штат № 010/451),
139-й отдельный танковый полк (штат № 010/414, затем штат № 010/465)

## Подчинение
Периоды вхождения в состав Действующей армии:
- с 04.11.1943 по 09.04.1944 года.

- с 05.12.1944 по 09.05.1945 года

| Дата            | Фронт (округ)            | Армия             | Корпус                      | Дивизия | Бригада | Примечания |
| --------------- | ------------------------ | ----------------- | --------------------------- | ------- | ------- | ---------- |
| 01.02.1943 года | Московский военный округ |                   | 8-й механизированный корпус |         |         |            |
| 01.03.1943 года | Московский военный округ |                   | 8-й механизированный корпус |         |         |            |
| 01.04.1943 года | Московский военный округ |                   | 8-й механизированный корпус |         |         |            |
| 01.05.1943 года | Московский военный округ |                   | 8-й механизированный корпус |         |         |            |
| 01.06.1943 года | Московский военный округ |                   | 8-й механизированный корпус |         |         |            |
| 01.07.1943 года | Московский военный округ |                   | 8-й механизированный корпус |         |         |            |
| 01.08.1943 года | Московский военный округ |                   | 8-й механизированный корпус |         |         |            |
| 01.09.1943 года | Московский военный округ |                   | 8-й механизированный корпус |         |         |            |
| 01.10.1943 года | Московский военный округ |                   | 8-й механизированный корпус |         |         |            |
| 01.11.1943 года | Московский военный округ |                   | 8-й механизированный корпус |         |         |            |
| 01.12.1943 года | 2-й Украинский фронт     |                   | 8-й механизированный корпус |         |         |            |
| 01.01.1944 года | 2-й Украинский фронт     |                   | 8-й механизированный корпус |         |         |            |
| 01.02.1944 года | 2-й Украинский фронт     |                   | 8-й механизированный корпус |         |         |            |
| 01.03.1944 года | 2-й Украинский фронт     |                   | 8-й механизированный корпус |         |         |            |
| 01.04.1944 года | 2-й Украинский фронт     |                   | 8-й механизированный корпус |         |         |            |
| 01.05.1944 года | РВГК                     |                   | 8-й механизированный корпус |         |         |            |
| 01.06.1944 года | РВГК                     |                   | 8-й механизированный корпус |         |         |            |
| 01.07.1944 года | РВГК                     |                   | 8-й механизированный корпус |         |         |            |
| 01.08.1944 года | РВГК                     |                   | 8-й механизированный корпус |         |         |            |
| 01.09.1944 года |                          |                   | 8-й механизированный корпус |         |         |            |
| 01.10.1944 года | РВГК                     |                   | 8-й механизированный корпус |         |         |            |
| 01.11.1944 года | РВГК                     |                   | 8-й механизированный корпус |         |         |            |
| 01.12.1944 года | 2-й Белорусский фронт    |                   | 8-й механизированный корпус |         |         |            |
| 01.01.1945 года | 2-й Белорусский фронт    |                   | 8-й механизированный корпус |         |         |            |
| 01.02.1945 года | 2-й Белорусский фронт    | 2-я ударная армия | 8-й механизированный корпус |         |         |            |
| 01.03.1945 года | 2-й Белорусский фронт    |                   | 8-й механизированный корпус |         |         |            |
| 01.04.1945 года | 2-й Белорусский фронт    |                   | 8-й механизированный корпус |         |         |            |
| 01.05.1945 года | 2-й Белорусский фронт    |                   | 8-й механизированный корпус |         |         |            |

## Командиры

### Командиры бригады
- Есаулов Иван Спиридонович, полковник, 00.08.1943 - 00.12.1943 года[1][2]
- Лазарев Михаил Васильевич, подполковник, врид, 00.12.1943 - 00.07.1944 года[3]
- Разин Александр Иванович, подполковник, врид, 00.07.1944 - 00.10.1944 года.[4]
- Клинфельд Давид Яковлевич, полковник. врид,  00.10.1944 - 00.11.1944 года[5]
- Мироненко Михаил Елизарович, полковник (23.01.1945 ранен и эвакуирован в госпиталь)00.11.1944 - 23.01.1945 года.[6]
- Разин Александр Иванович, подполковник врио, 00.01.1945 - 00.06.1945 года
- Мироненко Михаил Елизарович, полковник, 00.06.1945 - 00.08.1945 года.

### Начальники штаба бригады
- Лазарев Михаил Васильевич, подполковник, на 00.12.1943 года.
- Хрястов, полковник, 00.12.1943 - 00.08.1944 года[7]
- Щербань Савва Иосифович, майор, 00.08.1944 - 00.04.1945 года.[8][9]
- Салюк Яков Иванович, майор, 00.04.1945 - 00.06.1945 года.[10]
- Щербань Савва Иосифович, майор, 00.06.1945 - 00.08.1945 года.

### Заместитель командира бригады по строевой части
- Огурцов Александр Иванович, подполковник, 00.08.1943 - 24.11.1943 года.
- Разин Александр Иванович, подполковник, 00.12.1943 года

## Отличившиеся воины
| Награда | Ф. И. О.              | Должность                             | Звание          | Дата награждения                                              | Примечания |
| ------- | --------------------- | ------------------------------------- | --------------- | ------------------------------------------------------------- | ---------- |
|         | Белов Юрий Николаевич | командир орудия                       | старший сержант | Указом Президиума Верховного Совета СССР от 29 июня 1945 года |            |
|         | Ермак Павел Ильич     | командир 1-го мотострлкового бтальона | капитан         | Указом Президиума Верховного Совета СССР от 29 июня 1945 года |            |

## Награды и наименования
| Награда, наименование     | Документ о награждении                      | За что получена |
| ------------------------- | ------------------------------------------- | --- |
| Орден Красного Знамени    | Указ Президиума ВС СССР от 26.04.1945 года. | За образцовое выполнение заданий командования в боях с немецкими захватчиками при овладении городами Бытув и Косьцежина и проявленные при этом доблесть и мужество                                      |
| Орден Суворова II степени | Указ Президиума ВС СССР от 04.06.1945 года. | За образцовое выполнение заданий командования в боях с немецкими захватчиками при овладении городами Штральзунд, Гриммен, Деммин, Мальхин, Варен, Везенберг и проявленные при этом доблесть и мужество. |